# Кади (озеро)
Ка́ди — озеро в Хабаровском крае России, расположенное на правом берегу реки Амур, в северных отрогах Сихотэ-Алиня.
Озеро соединено протокой с рекой Амур. С востока в него впадает река Кади. Берега озера большей частью низменные, заболоченные. Площадь озера составляет 67 км², водосбора — 902 км².